# 宋世廉
宋世廉（英語：Sung Shih Lian，1922年—2013年2月1日），原籍中国福建莆田，马来西亚居銮中华中学（銮中）第12任校长（1971年至1980年）。他的教师生涯长达32年，曾在6所学校任教。

## 生平
宋世廉于1922年出生中国福建莆田，早年毕业于福建协和大学化学系。 
1956年，他南来马来亚的槟城锺灵中学和霹雳培元中学任教。1969年赴亚庇建国中学任教。
1971年，时任居銮中华中学校长宋世猷因转任槟城韩江中学校长而离职，由宋世廉接掌。在他掌校十年，对校政亦多兴革，侧重提高学生素质及对学生之升学与就业辅导。1972年，銮中推出“数理课程英语化”，即数理科以英文课本教学，这项举措在推行近十年后于1981年被陈诗圣取消。
1980年，宋世廉因病请辞，于1981年由该校训导主任兼体育主任陈诗圣接任，之后于1983年携家人定居美国。
宋世廉卸任后心系銮中，于2008年6月由儿子宋建人转捐美金4100折合马币14000余元，冠名“宋世廉校长清寒助学金”。
2013年2月1日，宋世廉逝世，享年91岁。

## 个人生活
1940年，宋世廉与宋陈瑞玉结婚，育有三子两女。1958年全家移民马来亚（今马来西亚）。1983年又移民美国。他们的孩子当中有三个毕业于居銮中华中学，即宋建人、宋槟生和宋琪儿。宋建人目前是美国布朗大学病理系教授，曾在台湾进修的他也曾于2012年为布朗大学和台湾成功大学牵线，办起布朗和成大的医学院学生交流项目，他亦曾担任罗德岛华人基督教会执事。2018年銮中百年校庆万人宴，宋建人、宋槟生和宋琪儿等带着伴侣和孩子，一行11人从美国飞回马来西亚参与庆典。

### 孩子
宋世廉的孩子如下：
- 长子：宋建章（牙科医生）
- 次子：宋建田（工程师）
- 幼子：宋建人
- 长女：宋槟生（儿科医生）
- 幼女：宋琪儿（产业经纪）

## 以他的名字命名的东西
- 居銮中华中学 “宋世廉校长清寒助学金”（2008年）[9]